# Primer Rumeni
Primer Rumeni (izvirno nemško Fall Gelb) je bil naziv nemške vojaške operacije, s katero so izvedli veliko ofenzivo na zahodu evrope leta 1940. Z njo je tretji rajh zavzel tri nevtralne države (Belgijo, Nizozemsko in Luksemburg) in s tem odprl zahodno fronto druge svetovne vojne. Operacija se je pričela 10. maja in končala slab mesec pozneje 4. junija. Naslednjega dne se je pričel Primer Rdeči, kar je bila zgolj druga faza velike ofenzive.

## Bitke
- bitka za Eben-Emael
- bitka za Rotterdam
- bitka za Haag
- operacija Niwi
- operacija Heddrich
- operacija Dinamo

- bitka za Dunkerque

## Udeležene sile

### Tretji rajh
Heer
- Armadna skupina B (von Bock)

- 18. armada (von Küchler)
- 6. armada (von Reichenau)

- Armadna skupina A (von Rundstedt)

- 4. armada (von Kluge)
- 12. armada (Hoth)
- 16. armada (Busch)

- Armadna skupina C (von Leeb)

- 1. armada (von Witzleben)
- 7. armada (Dollmann)

Luftwaffe
- 2. letalska flota (Kesselring)
- 3. letalska flota (Sperrle)

### Francija
Kopenska armada
- 2. armadna skupina (Prételat)

- 8. armada (Garchery)
- 9. armada (Bourret)
- 3. armada (Condé)

- 1. armadna skupina (Billotte)

- 2. armada (Huntzinger)
- 1. armada (Blanchard)
- 7. armada (Giraud)

### Združeno kraljestvo
- Britanski ekspedicijski korpus